# Victor de la Peña Pérez

Wappen von Víctor de la Peña Pérez

Victor de la Peña Pérez (* 14. September 1933 in Villaldemiro; † 1. Juli 2015) war ein römisch-katholischer Geistlicher und Apostolischer Vikar von Requena.

## Leben
Victor de la Peña Pérez trat der Ordensgemeinschaft der Franziskaner bei und empfing am 3. Juli 1959 die Priesterweihe.
Papst Johannes Paul II. ernannte ihn am 17. Dezember 1982 zum Weihbischof in Requena und Titularbischof von Avitta Bibba. Die Bischofsweihe spendete ihm der Apostolische Nuntius in Peru, Mario Tagliaferri, am 3. Juli des nächsten Jahres; Mitkonsekratoren waren Odorico Leovigildo Sáiz Pérez OFM, Apostolischer Vikar von Requena, und Lorenzo Rodolfo Guibord Lévesque, Apostolischer Vikar von San José de Amazonas.
Am 15. Mai 1987 wurde er durch Johannes Paul II. zum Apostolischen Vikar von Requena ernannt. 
Seinem Rücktrittsgesuch aus gesundheitlichen Gründen gab Papst Benedikt XVI. am 30. Juli 2005 statt.

## Auszeichnungen und Ehrungen
- Medalla de Oro de Santo Toribio de Mogrovejo (Peru, 2006)